# Dwight Panka
Dwight Panka (7 maart 1987) is een Surinaams voormalig voetballer.

## Carrière
Panka speelde zijn hele carrière voor SV Robinhood, hij won het landskampioenschap in 2004/05, 2011/12, 2017/18 en de landsbeker 2000/01, 2005/06, 2006/07, 2015/16 en 2017/18. 
Hij speelde tussen 2001 en 2006 vijftien interlands voor Suriname.

## Erelijst
- SVB-Topklasse: 2004/05, 2011/12, 2017/18
- Surinaamse voetbalbeker: 2000/01, 2005/06, 2006/07, 2015/16, 2017/18
- Suriname President's Cup: 2001, 2016, 2018